# Hangulatjel

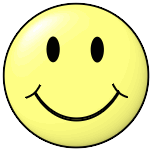
Vidám hangulatjel

Szomorú hangulatjel

A hangulatjel vagy emotikon (az angol megfelelője, a smiley kiejtése alapján néha: „szmájli”) nyomtatott írásjelek olyan sorozata, amely egy emberi arcot formál, és általában valamilyen érzelmet fejez ki. Tipikus példája a mosolygó fej: :-), :) vagy <3.
1982-ben Scott E. Fahlman, a Carnegie Mellon Egyetem professzora volt az első, aki a kettőspont, a kötőjel és a zárójel segítségével a világon először horizontális vigyorgó fejet írt egy levélben. Először főként komolytalan dolgok jelölésére alkalmazta, ami eleinte csak a számítástechnikához értő személyek körében, majd az egész világon elterjedt.
Az interneten a hangulatjelek azért terjedtek el, hogy pótolják a beszélgetés során az arckifejezéseket, gesztusokat, amik nélkül a mondanivaló néha félreérthető. Ezek összefoglaló elnevezése emotikon (emóció + ikon), de ehelyett sokszor a smiley (=mosolygó) angol szót használják.
Elterjedtebb változatai: :-) :) :-( :( >:-( :-O :D xD XD <3 :P :3 xd

## Az emotikonok anatómiája
Többnyire fekvő helyzetben ábrázolják az arcot. Ilyen módon az egymás után gépelt jelek kiadhatják a szemet, orrot, szájat. Különböző testrészek hozzáadásával, elhagyásával illetve a felhasznált jelek változtatásával számos változat hozható létre.
Az emotikon vagy hangulatjel nyomtatott írásjelek olyan sorozata, amely egy emberi arcot formál, és általában valamilyen érzelmet fejez ki.
| :) vagy :-) vagy :=)                         | mosoly                                                  |
| :D                                           | széles vigyor, nevetés                                  |
| :( vagy :-( vagy :=(                         | szomorúság, esetleg együttérzés                         |
| ;)                                           | kacsintás                                               |
| ;(                                           | sírás                                                   |
| :'( vagy :~-(                                | könnycsepp                                              |
| :P vagy :-P                                  | kiöltött nyelv, csipkelődés                             |
| B-) vagy 8-)                                 | (nap)szemüveg, (Cool)                                   |
| :o vagy :O                                   | meglepődés                                              |
| :^)                                          | csodálkozás, esetleg kételkedés                         |
| :*                                           | puszi                                                   |
| :x                                           | nem mondhatok semmit (ragtapasz a számon)               |
| S=/                                          | ez van, nem lehet mit tenni                             |
| :/                                           | felemás érzésekkel küszködő                             |
| :\|                                          | semleges vagy bizonytalan                               |
| :o)                                          | bohócorr                                                |
| ::::)                                        | vidám pók                                               |
| 0:)                                          | glória, angyali ártatlanság                             |
| *<8{> vagy <<+\|:)>>                         | Mikulás                                                 |
| :"> vagy :$                                  | szégyenlősség                                           |
| I-\|                                         | álmosság                                                |
| @};-                                         | rózsa, virág                                            |
| <):) vagy c):o)                              | cowboy                                                  |
| >:) 3:)                                      | ördög                                                   |
| :O)                                          | bohóc                                                   |
| 3:-O                                         | boci                                                    |
| :@) vagy :8)                                 | malac                                                   |
| :(\|)                                        | majom                                                   |
| ~:>                                          | csirke                                                  |
| (o,o)                                        | bagoly                                                  |
| ~o)                                          | kávé                                                    |
| %%-                                          | sok szerencsét, lóhere                                  |
| :)>-                                         | béke                                                    |
| ;;)                                          | flört, ismerkedés                                       |
| \:D/                                         | tánc                                                    |
| })i({                                        | lepke                                                   |
| ~(_8^(\|)                                    | Homer Simpson                                           |
| @@@@ :-)                                     | Marge Simpson                                           |
| *-=-)}> vagy *<]:-))## vagy *<]:-)#==>       | télapó                                                  |
| :--------)                                   | Pinokkió                                                |
| <3                                           | szeretlek, szív                                         |
| <)<)<) vagy <)                               | pizza                                                   |
| (\|0\|)                                      | hamburger                                               |
| \&&&/                                        | pici perecek                                            |
| ~</:-)                                       | party, buli                                             |
| \_/7                                         | tea, kávé                                               |
| (_)3                                         | sör                                                     |
| \|=---\|                                     | ágy                                                     |
| O>-</                                        | hódeszka                                                |
| ------>-<o                                   | bungee jumping                                          |
| <¦-)                                         | kínai ember                                             |
| C=:-)                                        | séf, szakács                                            |
| ºÇº                                          | nagyorrú ember                                          |
| ~o¿o~                                        | szemüveges                                              |
| ><)))*> vagy >('> vagy <*)))-{ vagy ><((((o> | hal                                                     |
| =<">=                                        | rák                                                     |
| ^^                                           | denevér                                                 |
| ~<:^~~^~~^~~                                 | kígyó                                                   |
| C(*@*)O                                      | koala                                                   |
| =^..^=                                       | cica                                                    |
| /(^.^)\                                      | kiskutya                                                |
| \%/                                          | alkoholos ital                                          |
| `~~)_)~~´                                    | wc-papír                                                |
| ****                                         | tél                                                     |
| ~0~                                          | nyár                                                    |
| 6\/)                                         | elefánt                                                 |
| =:-)                                         | punk, rocker                                            |
| %-^                                          | Picasso                                                 |
| @:I                                          | turbán                                                  |
| 8-# vagy C:=X                                | halál, halálfej                                         |
| +O:-)                                        | pápa                                                    |
| 8)                                           | béka                                                    |
| >[\|                                         | TV, televízió                                           |
| ^v^v^                                        | hegyek                                                  |
| _:^)                                         | indián                                                  |
| (Z(:^P                                       | Napóleon                                                |
| (:<>                                         | kacsa                                                   |
| :8]                                          | gorilla                                                 |
| oO:)&                                        | nagymama                                                |
| ~:o                                          | baba                                                    |
| <;-Q                                         | cigaretta, dohányos                                     |
| *\|:^)(.)(…)                                 | hóember                                                 |
| _\\|/_                                       | napsütés                                                |
| ~Y~ ^Y^ `Y'                                  | fák                                                     |
| ---(8:>                                      | egér                                                    |
| __/\o_                                       | úszás                                                   |
| __/\o_ o                                     | vízilabda                                               |
| 3#`                                          | skorpió                                                 |
| -=:\:=-                                      | kajak                                                   |
| .-=-.                                        | ufó, földönkívüli                                       |
| *<<<-                                        | karácsonyfa                                             |
| _[]##]                                       | mobiltelefon                                            |
| :@                                           | mérges fej                                              |
| @->--                                        | rózsa                                                   |
| XD                                           | őrült röhögés                                           |
| d[^_^]b                                      | mosolygó ember fejhallgatóval                           |
| :=(:()========C                              | zsiráf                                                  |
| :S                                           | zavarodottság, ill. nemtetszés (elhúzott száj)          |
| 8==Đ ----                                    | magömlés                                                |
| ( . )( . ) vagy ( . Y . )                    | mell                                                    |
| ( Y )                                        | fenék                                                   |
| :-(*)                                        | hányinger                                               |
| :-)                                          | Abe Lincoln                                             |
| =):-)                                        | Uncle Sam                                               |
| :-)X                                         | csokornyakkendős                                        |
| :+)                                          | nagy orr                                                |
| :-))                                         | toka                                                    |
| :-{)                                         | bajusz                                                  |
| #:-)                                         | kócos haj                                               |
| C:-)                                         | okostojás                                               |
| Í:7°                                         | Rambó fütyül                                            |
| (:):)3                                       | malac (a füle van jobbra)                               |
| =-O                                          | Enterprise űrhajó                                       |
| (-O-)                                        | TIE Fighter                                             |
| =-O *** (-O-)                                | Enterprise űrhajó fotontorpedókat lő ki a Tie Fighterre |
| #-)                                          | Geordi LaForge                                          |
| >:-\|                                        | Spock                                                   |
| }:-\|                                        | Klingon                                                 |
| @-)-))---                                    | rózsa                                                   |
| _@_// vagy @_:                               | csiga                                                   |
| :=                                           | Predator                                                |
| 3-                                           | a kakas csipjen meg                                     |
| //.- vagy //.^                               | emo/Becky smiley                                        |
| (^^)>                                        | pingvin, csirke                                         |
| UwU                                          | aranyosság                                              |
| :-{}                                         | bambulás, nemtörődömség                                 |
| <\|:()                                       | kis gnóm                                                |
| :()                                          | majom                                                   |
| XDDDD/XDDDDDDDD                              | dank nevetés általában                                  |

## Története

### Előzmények
Széles körben elterjedt a hiedelem, hogy a legkorábbi ismert eset, amikor egymás melletti írásjelekkel ábrázoltak arckifejezést, a Lili című film újsághirdetése volt a New York Herald Tribune 1953. március 10-ei számában:
```
Today
You'll laugh :)
You'll cry :(
You'll love <3
```

A valóságban ezek az arcocskák nem írásjelekből voltak kirakva, hanem rendes grafikaként voltak megrajzolva.

### A:-)megjelenése
1982-ben a CMU (egyesült államokbeli magánegyetem) általános üzenőfórumán (ahol a legkülönbözőbb témájú és súlyú hozzászólások születtek) a hozzászóló tagok megelégelték, hogy a humoros vagy annak szánt üzenetek gyakran okoztak félreértést, fölösleges vitákat, mert nem mindenki értette meg, hogy az üzenet csak viccnek volt szánva. Ezért néhányan elkezdtek azon gondolkodni, hogy valamilyen jelzéssel utalni kellene rá az üzenetekben, ha a tartalmukat nem kell komolyan venni. Különböző elvontabb jelek után Scott Fahlman javasolta a :-) jelsorozatot 1982. szeptember 19-én.

### Újabb változatai
Japán smiley: ^_^
Svéd/Finn smiley: =) =(
Csodálkozó smiley: (o_0)
Bohóc smiley: :o)
Smiley-Dél-Korea: TT
Thai smiley: 555 Azért a három darab ötös szám, mert thai nyelven az öt kiejtése "há", tehát az 555 kiejtve: HáHáHá.
menő:B|

## Emotikon vs. smiley
A smiley egy mosolygó arcot jelképező karika két pont-szemmel és egy szájat jelentő görbe vonallal, általában sárga színben. Az eredetijét Harvey Ball találta ki 1963-ban egy biztosítócég számára. Az arcot a két Spain fivér, Bernard és Murray népszerűsítette tovább, akik pólók, bögrék, gombok, matricák és egyéb tárgyak díszítésére használták fel.
A „smiley” a dance és az underground zene és kultúra jelképe is volt az 1990-es évek elején. Végül az internetkultúra egyik alapja lett, mint érzelmet kifejező ikon.
Az interneten a hangulatjelek azért terjedtek el, hogy pótolják a beszélgetés során az arckifejezéseket, gesztusokat, amik nélkül a mondanivaló néha félreérthető. Ezek összefoglaló elnevezése emotikon (emóció + ikon), de ehelyett sokszor a smiley szót használják.
Elterjedtebb változatai: :-) :) :-( :( >:-( :-O

## A japán emotikonok
Egyes szociológiai kutatások különbséget látnak a japánok és az amerikaiak arcjáték-használatában, értelmezésében. A japán tradíció az érzelmek kifejezésében visszafogottságot követel meg [forrás?]. A szem környékét azonban nehezebb tudatos ellenőrzés alatt tartani mint a száj környékét, így egy japán a másik érzelmeit inkább annak szeméből próbálja meg kiolvasni. Egy amerikai ezzel szemben, mivel ott az érzelmek erőteljes kifejezése a norma, inkább beszélgetőtársa száját figyeli. Részben erre vezethető vissza [forrás?], hogy a japánok ugyanannak az érzelemnek a kifejezésére a gyakran egy másik jelsorozatot választanak, mint az amerikaiak.
Japánból elindulva terjedőben vannak az kaomodzsi (顔文字) vagy képbetű. Ezeknél nem szükséges a fejünket balra billenteni, ha szemügyre akarjuk venni őket. 2000 óta mind gyakrabban bukkanak fel az IRC-n, és különösen az ifjabb korosztály körében népszerűek. Gyakori, hogy nem csak ASCII jelekből állanak, hanem japán írásjegyeket is tartalmaznak, elsősorban katakanát. Ezáltal a kifejezés lehetőségei szélesebbek. A modern japán mobiltelefonok kulcsszavak tucatjait képesek tetszés szerint kandzsiba vagy emotikonokba átalakítani.
| (^_^)                     | férfi                                                                       |
| (^.^)                     | nő (elrejti a fogát)                                                        |
| \(^_^)/                   | Hurrá! (karokkal) (kisebb változat: \o/)/integetek                          |
| (^_^)/"                   | integetek                                                                   |
| (^_~)                     | kacsintok                                                                   |
| (-.-)                     | butaságnak találom                                                          |
| d(^_^)b                   | zenét hallgatok                                                             |
| (*_*)                     | csillogó szemekkel lelkesedem                                               |
| (+_°)                     | részeg vagyok                                                               |
| (T_T)                     | sirok                                                                       |
| (>_<)                     | Összeszorítom a szemem: Jajj! , dühös vagyok (nyugaton is terjedőben): >.<) |
| (^)(>.<)(^)               | Két középsőujj: „nyazsgem”, az ellenszenv kifejezése                        |
| (-_-)                     | ideges vagyok                                                               |
| (ô_ó)                     | kételkedem                                                                  |
| (ò_ó)                     | dühös vagyok                                                                |
| (ó_ò)                     | szomorú vagyok, aggódom                                                     |
| (ô_ò)                     | kételkedve nézek rád                                                        |
| (ô_o)                     | felhúzom az egyik szemöldökömet                                             |
| (O_O)                     | nagyon csodálkozom, meg vagyok döbbenve                                     |
| (^_^)" (^_^;)             | szégyenkezem, együttérzést mutatok                                          |
| (ó_O)                     | szkeptikus vagyok, nem értem meg                                            |
| (3>_<3)                   | szerelmes vagyok, rajongok                                                  |
| (._.);                    | ideges vagyok, szégyenlem magam                                             |
| (X.X)                     | el vagyok ájulva                                                            |
| (+.+)                     | nem vagyok egészen jelen                                                    |
| (ö_ö)                     | női arc szempillás szemekkel                                                |
| (@_@)                     | meg vagyok zavarodva                                                        |
| =^.^= ---(,,,)^.^(,,,)--- | macska                                                                      |
| \m/(-.-)\m/               | Rock ’n’ Roll                                                               |
| '-'´(ò_ó)                 | gonosz Rocker                                                               |
| ´'`\_(ò_Ó)_/´'`           | zombi, szörnyeteg, stb.                                                     |
| "\/(o_O)\/"               | tudatlan vagyok, fogalmam sincs                                             |
| ///´0`///                 | izgatott nyögés, piros arccal                                               |
| "<3 & ♥"                  | Szeretlek                                                                   |
| Q(*.*)Q                   | bokszoló                                                                    |
| ヾ(´∀｀)ﾉ                 | "Kimegyek"                                                                  |

Az arc körvonalait jelző zárójelek gyakran el is maradhatnak.

### Listák japán emotikonokkal
- (angolul) Japán anime emotikon lista
- (angol és japán) Kétbájtos japán emotikonok
- (angolul) Article - A Guide to Anime Emoticons A kaomodzsi nyugati használata
- (angolul) Koto Phone in Japan Japán telefonfülkében használt kaomodzsi jelek
- (angolul) A Microsoft Office Input Method Editor emotikonjai